# Pčinja

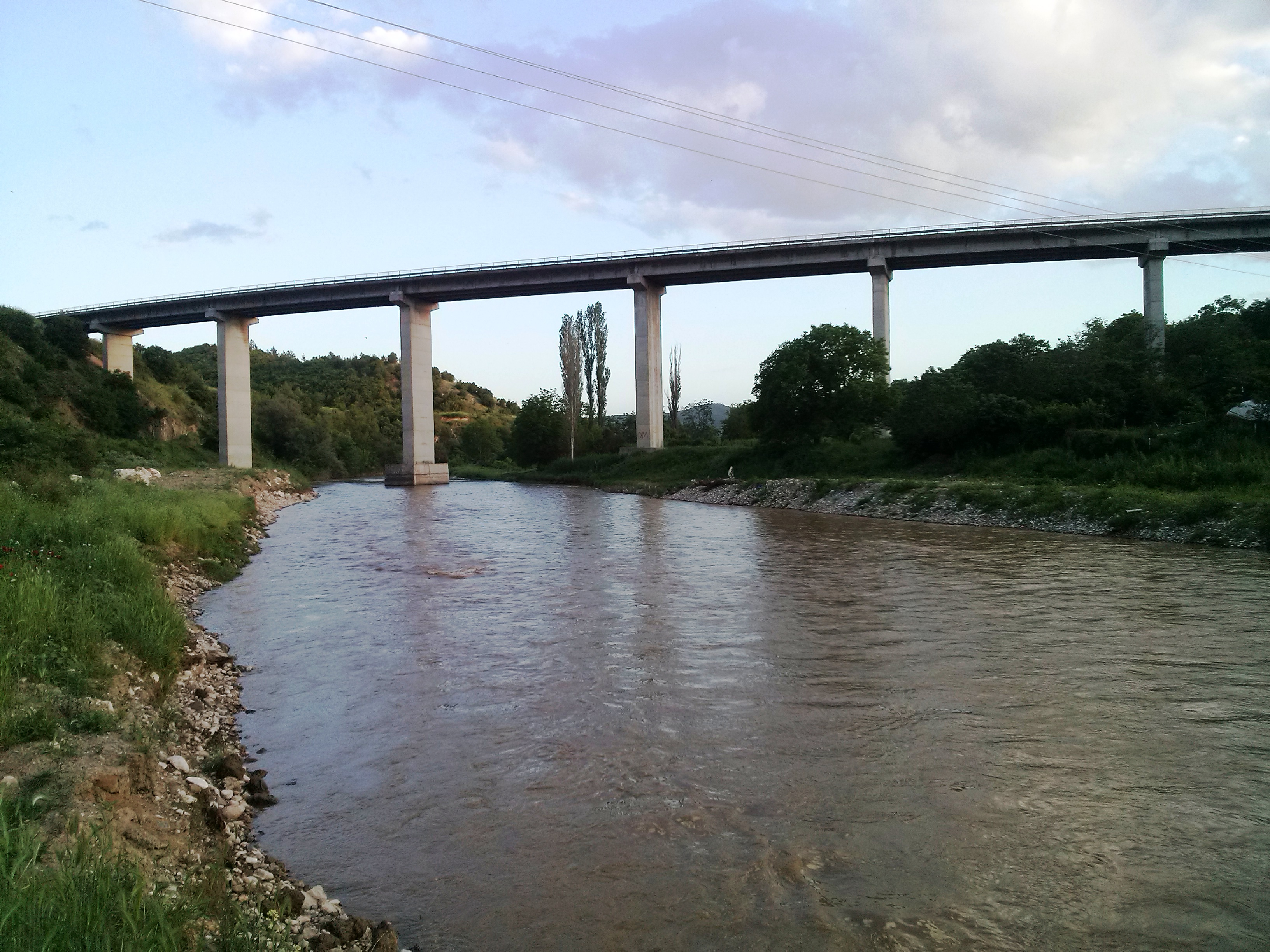
Silniční most přes Pčinji u Katlanova v Severní Makedonii

Pčinja (v srbské cyrilici/makedonsky Пчиња, albánsky Pçinjë) je řeka na Balkáně. Je levým přítokem řeky Vardar. Teče na území Srbska a Severní Makedonie. Její vody tečou do Egejského moře.
Povodí řeky zaujímá rozlohu 3140 km², z toho 1247 km² na území Srbska a 1893 km² v Severní Makedonii. Pravidelný průtok Pčinji činí u ústí do Vardaru 14 m³/s. Řeka není splavná. Větší přítoky řeky se nacházejí na území Severní Makedonie; mezi ně patří Bistrica, Petrošnica, Kriva Reka a Kumanovska Reka.

## Popis toku
Řeka vzniká soutokem potoků Tripušnica a Lesnička Reka v jihovýchodním Srbsku. Poté řeka směřuje na západ od pohoří Široka planina. U vesnice Šajince přijímá z pravé strany přítok Korućica a pokračuje jižním směrem úzkým údolím mezi pohořími Rujen a Kozjak. V tomto údolí se také nachází Klášter Prohor Pčinjski, kde se během druhé světové války uskutečnilo protifašistické zasedání. 45 km od kláštera poté tok překračuje státní hranici mezi Srbskem a Severní Makedonií.
83 zbývajících kilometrů řeka teče jihozápadním směrem. Koryto řeky je poměrně hluboké, vyskytují se různé peřeje. Poté protéká rovnou krajinou a meandruje. Vede vesnicemi Karlovce, Dragomance, Strnovac, Vojnik, Klečevce, Pčinja, Studena Bara, Gorno Konjare a Dolno Kornjare. Nedaleko poslední zmíněné vsi se nachází Katlanovska Banja, známé severomakedonské lázně. Do Vardaru se řeka vlévá mezi městy Skopje a Veles u vesnice Kožle v nadmořské výšce 760 m n. m.. Od Katlanova až po ústí protéká opět hlubokým údolím.